# Francesc Mutlló
Francesc Mutlló Noguera, llamado familiarmente Paco (Sabadell, provincia de Barcelona, 7 de febrero de 1873 - Sabadell, 20 de noviembre de 1936) fue un industrial, banquero y político español.

## Biografía
Hijo de en Francisco Mutlló i Puiggrós y de Rita Noguera, cardadores de lana de Igualada, establecidos en Sabadell en la década de 1850, era el pequeño de tres hermanos: Manel, Anna y Francesc. Empezó a trabajar de joven con su padre, que tenía una pequeña industria dedicada a la fabricación de cintas de carda para el textil. Continuó, amplió y modernizó el negocio familiar y finos llegó a exportar buena parte de la producción.
Fue regidor del Ayuntamiento de Sabadell y diputado provincial durante la dictadura de Primo de Rivera. En 1926 fue nombrado director del Banco Sabadell, del cual fue miembro de la junta de gobierno desde 1923 hasta que murió en 1936.
Desde 1939, Sabadell le dedicó una calle, la calle de Paco Mutlló, en el barrio de la Cruz Alta.